# Конституция на Сърбия (1869)
Конституцията на Сърбия от 1869 година е основният закон на Княжество и Кралство Сърбия до 1901 година (с прекъсване между 1888 и 1894). С нея парламентът (Скупщината), до този момент съвещателно тяло, придобива роля в законодателството на страната, макар и силно ограничена от княза и назначаваните от него правителства.

## Приемане
Инициативата за приемане на конституцията е на Йован Ристич – един регентите, поели властта след убийството на княз Михаил Обренович от името на малолетния княз Милан.
Текстът на конституцията е силно повлиян от конституцията на Кралство Прусия от 1849 година, следваща принципите на т.нар. „бюрократичен либерализъм“ - правова държава, независимост на съдебната система, ограничаване на властта на княза, гаранции за собствеността, но без да се стига до демократизация на политическия живот.
Текстовете са утвърдени от Велика народна скупщина в Крагуевац на 29 юни (11 юли по нов стил) 1869 година. Конституционното преустройство е завършено през 1870 година от свиканата за целта скупщина, която приема закони за изборното право, отговорността на министрите и свободата на печата.

### Държавен глава и изпълнителна власт
Конституцията от 1869 година съсредоточава властта в монарха. Князът (от 1882 година – кралят) е държавният глава на Сърбия. Той управлява страната посредством министрите, които сам назначава и уволнява и които са отговорни пред него, а не пред парламента. Освен това князът държи командването на армията и ръководи външната политика на княжеството. От него зависи обнародването на законите.
Престолът се наследява от първородния син на княза (краля). При непълнолетие (ненавършени 18 години) функциите му се изпълняват от 3-членно регентство, избрано от велика скупщина.

### Законодателство и избирателна система
Законодателната власт е поделена между княза (краля) и парламента. Той свиква и разпуска Скупщината, открива и закрива сесиите ѝ, назначава ¼ от състава ѝ. Останалите ¾ от депутатите са избирани с явен вот за мандат от 3 години по двустепенна система в селата и пряко в градовете. С право на глас разполагат само тези, които плащат преки данъци. Избирани могат да бъдат само лица, навършили 30 години и заплащащи данък от минимум 6 талера годишно. Държавните служители и адвокатите не могат да бъдат избирани, но могат да бъдат назначавани в парламента от княза.
Законодателната инициатива принадлежи на княза (краля). Скупщината може само да приема или отхвърля предложения ѝ проект, без да внася промени в него. Тя обсъжда и приема държавния бюджет, но, в случай че не го стори, правителството може да продължи да управлява през следващата година с бюджета от предишната. В случай на заплаха за държавността, князът може да издава временни закони, които важат, докато трае извънредното положение.
Освен Скупщината, съществува и Държавен съвет, назначаван от княза (краля), но той има само съвещателни функции и участва в законодателството само с изготвянето на законопроекти.

## Приложение
С приемането на конституцията от 1869 година парламентът става незаменим фактор в управлението на Сърбия. Това способства за възникването и развитието на политическите партии в страната през 70-те години на XIX век.
В началото на 80-те години се оформя силно движение за изменение на конституцията. Начело на това движение е Радикалната партия, която настоява за всеобщо избирателно право и повече власт на парламента. Чрез манипулиране на изборите и като се възползва от правото да назначава голяма част от депутатите, Милан съумява да си осигури послушно мнозинство в скупщината, но радикалите печелят в изборите достатъчно депутатски места, за да блокират на няколко пъти дейността ѝ с липса на кворум. В края на 1888 година, след поредица от дискредитиращи го вътрешно- и външнополитически неуспехи, кралят склонява на компромис с радикалите. Резултат от компромиса е нова конституция, която засилва ролята на народните избраници в управлението на Сърбия.
Наследникът на Милан – крал Александър Обренович, връща старата конституция през юни 1894 година, след като не успява да се спогоди с радикалите, а в 1901 година я отменя и замества с нов основен закон в опит да намали съпротивата срещу личния си режим.